# Източнохристиянски църкви
Източнохристиянските църкви се разделя на три групи. Те са следните, подредени по численост:
- Православни църкви
- Нехалкедонски църкви
- Източнокатолически (униатски) църкви